# Algebra semplice
In matematica, specialmente nella teoria degli anelli si dice algebra semplice un'algebra che non contiene alcun ideale bilatero proprio e tale che l'insieme {ab | a, b sono elementi dell'algebra} non coincide con il solo zero {0}.
La seconda condizione richiesta, previene la seguente situazione:
si considera un'algebra
{\displaystyle \left\{{\begin{bmatrix}0&\alpha \\0&0\\\end{bmatrix}}\,|\,\alpha \in \mathbb {C} \right\}}
con le consuete operazioni matriciali. Questa è un'algebra mono-dimensionale nella quale il prodotto di 2 elementi qualsiasi è zero. Questa condizione assicura che l'algebra abbia un minimo ideale sinistro non nullo; ciò semplifica alcune situazioni.
Un esempio immediato di un'algebra semplice è un'algebra di divisione (ad esempio l'algebra reale dei quaternioni), nella quale ogni elemento ammette inverso rispetto all'operazione di moltiplicazione.
Inoltre si può dimostrare che l'algebra delle matrici n × n con elementi appartenenti ad un anello di divisione è un'algebra semplice. Questo caratterizza tutte le algebre semplici a meno di isomorfismo, poiché ogni algebra semplice risulta isomorfa ad un'algebra matriciale su un anello di divisione. 
Questo risultato fu scoperto nel 1907 da Joseph Wedderburn nella sua tesi di dottorato "On Hypercomplex numbers" apparsa in "Proceedings of the London Mathematical Society". 
Wedderburn distinse le algebre in semplici e semisemplici, dimostrando che le algebre semplici sono gli elementi di base per generare le algebre semi-semplici. Ogni algebra semisemplice di dimensione finita è il prodotto cartesiano in senso algebrico di algebre semplici.
Il risultato di Wedderburn fu successivamente generalizzato ad un anello semisemplice nel teorema di Artin-Wedderburn.

## Esempi
Un'algebra centrale semplice (detta anche algebra Brauer) è un'algebra semplice di dimensione finita su un campo "F", il cui centro è "F".

## Algebre semplici in algebra universale
Nell'algebra universale, un'algebra astratta A è detta "semplice" se e solo se non ha alcuna relazione di congruenza propria, o se, equivalentemente, ogni omomorfismo con dominio A è iniettivo o costante.
Dal momento che le congruenze tra anelli sono in corrispondenza coi loro ideali, questa nozione è una generalizzazione diretta della nozione valida nella teoria degli anelli. Un anello è semplice, cioè non ha alcun ideale proprio, se e solo se è semplice nel senso dell'algebra universale  (salvo eventualmente il caso speciale di un'algebra banale con un solo elemento).
Un teorema di Roberto Magari del 1969 afferma che ogni varietà (cioè una classe di algebre dello stesso tipo definita mediante equazioni) possiede almeno un'algebra semplice.